# Nolana
Nolana L. è un genere di piante appartenente alla famiglia delle Solanacee. È l'unico genere appartenente alla tribù Nolaneae Rchb..
Comprende una settantina di specie, native delle zone costiere del Cile e del Perù.
È anche l'unico genere della famiglia i cui frutti sono composti da schizocarpi, anche se i fiori e altre sue parti sono simili alle altre specie della famiglia.

## Tassonomia
Il genere comprende le seguenti specie:
- Nolana acuminata (Miers) Dunal
- Nolana adansonii (Schult.) I.M.Johnst.
- Nolana aenigma M.O.Dillon, S.Leiva & Quip.
- Nolana albescens (Phil.) I.M.Johnst.
- Nolana aplocaryoides (Gaudich.) I.M.Johnst.
- Nolana arenicola I.M.Johnst.
- Nolana arequipensis M.O.Dillon & Quip.
- Nolana baccata (Lindl.) Dunal
- Nolana balsamiflua (Gaudich.) Mesa
- Nolana bombonensis Quip. & M.O.Dillon
- Nolana callae Quip. & M.O.Dillon
- Nolana carnosa (Lindl.) Miers ex Dunal
- Nolana chancoana M.O.Dillon & Quip.
- Nolana chapiensis M.O.Dillon & Quip.
- Nolana clivicola (I.M.Johnst.) I.M.Johnst.
- Nolana coelestis (Lindl.) Miers ex Dunal
- Nolana confinis (I.M.Johnst.) I.M.Johnst.
- Nolana crassulifolia Kunze ex Walp.
- Nolana deflexa (I.M.Johnst.) I.M.Johnst.
- Nolana dianae M.O.Dillon
- Nolana divaricata (Lindl.) I.M.Johnst.
- Nolana elegans (Phil.) Reiche
- Nolana filifolia (Hook. & Arn.) I.M.Johnst.
- Nolana flaccida (Phil.) I.M.Johnst.
- Nolana foliosa (Phil.) I.M.Johnst.
- Nolana galapagensis (Christoph.) I.M.Johnst.
- Nolana gayana (Gaudich.) I.M.Johnst.
- Nolana glauca (I.M.Johnst.) I.M.Johnst.
- Nolana gracillima (I.M.Johnst.) I.M.Johnst.
- Nolana humifusa (Gouan) I.M.Johnst.
- Nolana incana (Phil.) I.M.Johnst.
- Nolana inconspicua (I.M.Johnst.) I.M.Johnst.
- Nolana inflata Ruiz & Pav.
- Nolana intonsa I.M.Johnst.
- Nolana jaffuelii I.M.Johnst.
- Nolana lachimbensis M.O.Dillon & Luebert
- Nolana latipes  I.M.Johnst.
- Nolana laxa (Miers) I.M.Johnst.
- Nolana leptophylla (Miers) I.M.Johnst.
- Nolana lezamae M.O.Dillon, S.Leiva & Quip.
- Nolana linearifolia Phil.
- Nolana lycioides I.M.Johnst.
- Nolana mariarosae Ferreyra
- Nolana mollis (Phil.) I.M.Johnst.
- Nolana onoana M.O.Dillon & M.Nakaz.
- Nolana paradoxa Lindl.
- Nolana parviflora (Phil.) Phil.
- Nolana patachensis J.Hepp & M.O.Dillon
- Nolana peruviana (Gaudich.) I.M.Johnst.
- Nolana philippiana M.O.Dillon & Luebert
- Nolana platyphylla (I.M.Johnst.) I.M.Johnst.
- Nolana polymorpha Gaudich.
- Nolana pterocarpa Phil. ex Wettst.
- Nolana quicachaensis Quip. & M.O.Dillon
- Nolana ramosissima I.M.Johnst.
- Nolana reichei M.O.Dillon & Arancio
- Nolana rhombifolia Martic. & Quezada
- Nolana rostrata (Lindl.) Miers ex Dunal
- Nolana rupicola Gaudich.
- Nolana salsoloides (Lindl.) I.M.Johnst.
- Nolana scaposa Ferreyra
- Nolana sedifolia Poepp.
- Nolana sessiliflora Phil.
- Nolana sphaerophylla (Phil.) Mesa ex M.O.Dillon
- Nolana stenophylla I.M.Johnst.
- Nolana tarapacana (Phil.) I.M.Johnst.
- Nolana tocopillensis (I.M.Johnst.) I.M.Johnst.
- Nolana tricotiflora Quip. & M.O.Dillon
- Nolana villosa (Phil.) I.M.Johnst.
- Nolana werdermannii I.M.Johnst.